# Ворыква
Во́рыква (Верк-Ва) — река в России, правый приток Выми, протекает в Удорском и Княжпогостском районах Республики Коми.
Устье реки находится в 319 км по правому берегу реки Вымь. Длина реки составляет 170 км, площадь водосборного бассейна 1730 км².

## Притоки
Крупные притоки:
- Содмес-Ворыква
- Пывва
- Бия

## Данные водного реестра
По данным государственного водного реестра России относится к Двинско-Печорскому бассейновому округу, водохозяйственный участок реки — Вычегда от города Сыктывкар и до устья, речной подбассейн реки — Вычегда. Речной бассейн реки — Северная Двина.
Код объекта в государственном водном реестре — 03020200212103000020817.

## Особенности
В 90 км от истока в русле реки находится карстовый провал, где река во время межени, при малом стоке полностью скрывается, выходя вновь на поверхность только через 20 км.